# آنا (یخ‌زده)
آنا آو آرندل (‎/ˈɑːnə/‎) یک شخصیت خیالی است که در پنجاه و سومین فیلم استودیو انیمیشن والت دیزنی یخ‌زده و دنباله آن یخ‌زده ۲ ظاهر می‌شود. صداگذاری شخصیت توسط کریستن بل انجام می‌شود. آنا توسط جنیفر لی و کریس باک، کارگردانان مشترک خلق شده‌است و بر اساس گردا، شخصیتی از داستان افسانه ای دانمارکی ملکه برفی اثر هانس کریستیان آندرسن ساخته شده‌ است..